# Paus Hyginus
Hyginus (Athene, geboortedatum onbekend – Rome, ca. 140) was bisschop van Rome van 138 of 139 tot 142. Hij was de negende bisschop van Rome volgens de "opvolgerslijst" van Irenaeus van Lyon.
Hyginus zou zijn geboren te Athene en een filosofische achtergrond hebben gehad. Dit laatste is waarschijnlijk gebaseerd op de gelijkenis van zijn naam met die van twee Latijnse auteurs. Irenaeus zegt dat de gnosticus Valentinos ten tijde van Hyginus naar Rome kwam en daar bleef tot Anicetus paus werd. Kerdon, een andere gnosticus en voorganger van Marcion, leefde ook te Rome ten tijde van Hyginus. Door het bekennen en afzweren van zijn fouten, slaagde hij erin opnieuw opgenomen te worden in de boezem van de Kerk. Valentinos en Kerdon hervielen beiden respectievelijk tot drie- en tweemaal toe in hun ketterij. Hoeveel van deze gebeurtenissen plaatsvonden tijdens Hyginus' ambtsperiode is niet geweten. Het "Liber Pontificalis" vermeldt ook dat deze paus de hiërarchie organiseerde en de ordening van de ecclesiastische precedenten instelde. Hij zou meer in het bijzonder ervoor hebben gezorgd dat alle kerken de naam van een heilige moesten dragen en peetouders hebben ingesteld. Deze algemene opmerking vindt men ook in de biografie van paus Hormisdas terug. Het heeft dan ook weinig historische waarde en volgens Duchesne, verwees de schrijver vermoedelijk naar de lagere klassen van de clerus. Eusebius zegt dat het pontificaat van Hyginus vier jaar duurde. De antieke auteurs vermelden niets over zijn vermeende martelaarschap. Na zijn dood werd hij op de Vaticaanse heuvel begraven, nabij het graf van Sint-Pieter, en als heilige vereerd. Zijn feest wordt op 11 januari gevierd.

## Voetnoten
1. ↑  Voor de 2e eeuw is het beter te spreken over "bisschop van Rome" dan over "paus", omdat het primaatschap weliswaar bestond maar pas na de 2e/3e eeuw vorm kreeg.
2. ↑  Eusebius, Hist. eccl. IV 15.
3. ↑  Ibid., Hist. eccl. IV 16.
4. ↑  Liber Pontificalis I 131.
5. ↑  Adv. haereses III 3.
6. ↑  Hic clerum composuit et distribuit gradus
7. ↑  L. Duchesne (ed.), Liber Pontificalis, Parijs, 1889 ad I 131.
8. ↑  Hist. eccl. IV 16

Cursief: tegenpaus